# Hôtel Somzé
L'hôtel Somzé est un ancien hôtel particulier du début du XVIIIe siècle situé en Belgique à Liège, aux no 94-96 de Féronstrée. Il abrite depuis 2018 l'Échevinat des Finances, du Budget et des Cultes, de l’Urbanisme et du Patrimoine, de la Politique immobilière, de l’Egalité Femmes-Hommes et du Bien-être animal.

## Historique
L'hôtel est construit au début XVIIIe siècle par la famille de La Vaux des Brassinne. Il se dresse sur l'emplacement d'un ancien hôtel canonial de Saint-Barthélemy passé aux d'Oultremont.
En 1884, le bâtiment est acquis par Henri Somzé qui entreprend des travaux afin d'y installer son commerce de brosses. Il fut ensuite racheté par la Ville de Liège en 1962. D'importants travaux de restauration sont alors entrepris sous la direction de l'architecte Nicolas Leclercq jusqu'en 1965 dans le but d'affecter les lieux au profit de l'Échevinat des Travaux. Classé depuis 1970, l'ensemble connaît une seconde phase de travaux plus récente : restauration par l'architecte Jean Francotte dans les années 1970, toitures et corniches restaurées en 1997, façades restaurées en 2000-2001.
Depuis 1989, le bâtiment abrite l'Échevinat de l'Urbanisme, de l'Environnement, du Tourisme et du Développement durable.

## Architecture

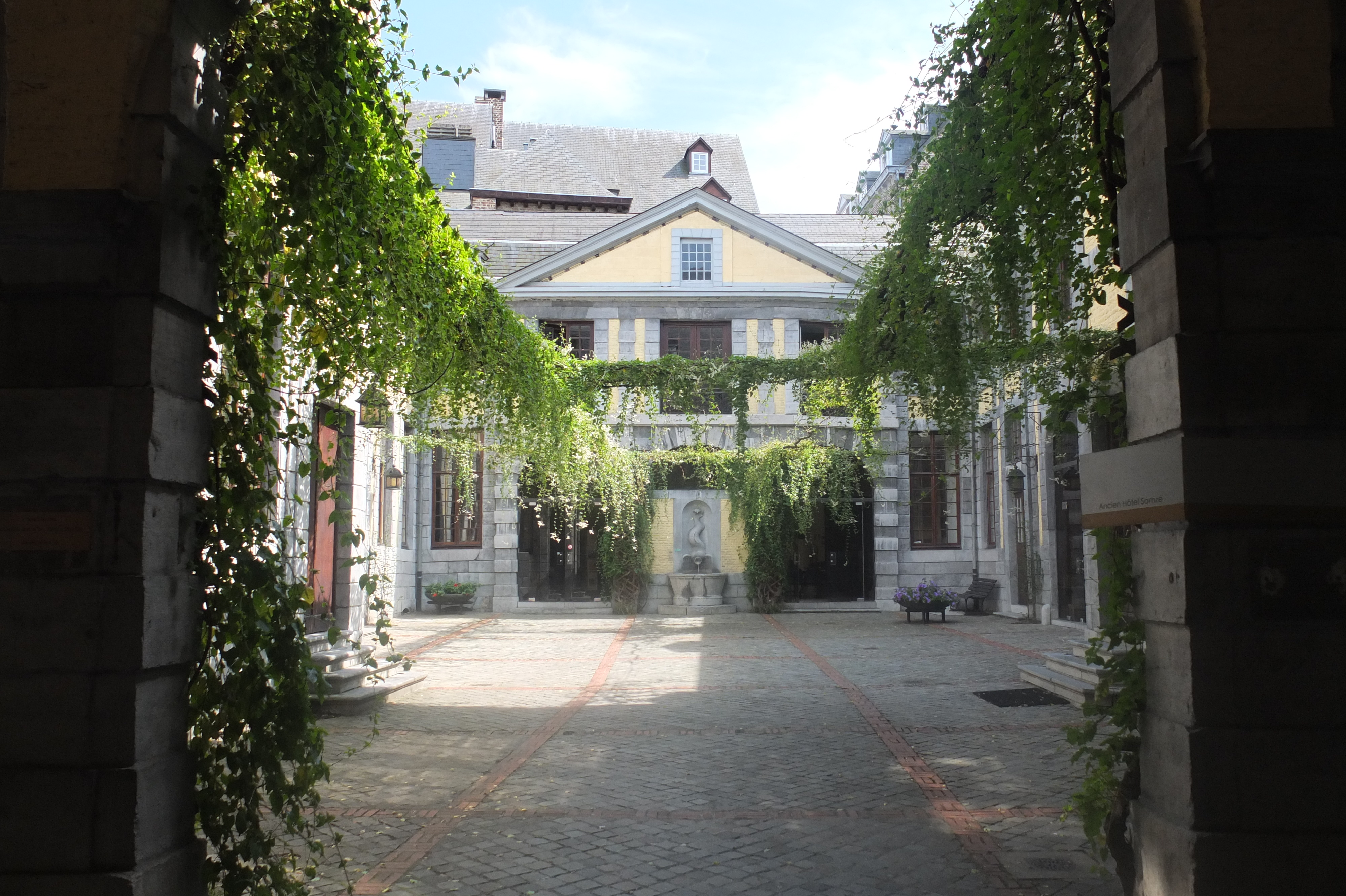
Cour centrale de l'hôtel.

L'hôtel Somzé est un hôtel en brique enduite et peinte et calcaire. Ses trois ailes en U, dont la façade principale se dresse en Féronstrée, entourent une cour centrale. Trois autres ailes en U, plus basses, fermant la cour.
La façade principale, comptant deux niveaux de sept travées, est couronnée d'un fronton triangulaire percé d'un œil-de-bœuf.

## Œuvres
La cour intérieure dispose d'une fontaine. En 1995, la cour accueillait élégamment la statue Montefiore-Levi d'Oscar Berchmans dédiée à la mémoire de Georges Montefiore-Levi et de son épouse. L'œuvre représentant la Patrie protégeant ses enfants était installée en 1911 square Notger face du palais des Princes-Évêques au pied des degrés Saint-Pierre. La sculpture déménagea en 2012 non loin de son espace originel, le long des degrés des Dentellières qui relient la rue du Palais à la rue Pierreuse.

## Classement
L'hôtel Somzé est classé depuis 1970 au Patrimoine immobilier de la Région wallonne.